# Aegires incisus
Aegires incisus är en snäckart som först beskrevs av Sars 1878.  Aegires incisus ingår i släktet Aegires och familjen Aegiridae. Inga underarter finns listade i Catalogue of Life.